# Xanxerê (gemeente)
Xanxerê is een gemeente in de Braziliaanse deelstaat Santa Catarina. De gemeente telt 42.174 inwoners (schatting 2009).

## Aangrenzende gemeenten
De gemeente grenst aan Arvoredo, Bom Jesus, Faxinal dos Guedes, Ipuaçu, Lajeado Grande, Xavantina en Xaxim.

## Verkeer en vervoer
De plaats ligt aan de wegen BR-282, BR-480, SC-155 en SC-480.